# Prospero Intorcetta
Prospero Intorcetta (ur. 28 sierpnia 1625 w Piazza Armerina, zm. 3 października 1696 w Hangzhou), znany także jako Yin Duoze (chiń. 殷鐸澤) – włoski uczony, misjonarz i jezuita. Działał jako misjonarz na terenie Chin. Bardzo dobrze znał miejscowe języki, obyczaje i filozofię. Zasłynął jako jeden z tłumaczy czteroksięgu konfucjańskiego. 
Niewiele wiadomo na temat jego rodziny i dzieciństwa. Po zdobyciu podstawowego wykształcenia kontynuował naukę, studiując prawo w Katanii. Jego rodzice marzyli żeby syn został prawnikiem, ale Prospero w wieku 16 lat zdecydował się przystąpienie do zakonu Jezuitów. Rozpoczął wówczas naukę w Collegio Romana w Rzymie. Chciał zostać misjonarzem i działać w Chinach, ale na drodze stali mu rodzice. Przełożeni z zakonu nie chcieli zezwolić mu na podróż do Chin, dopóki nie przekona do tego pomysłu rodziny. Ostatecznie udało mu się uzyskać zrozumienie dla swoich planów i 4 kwietnia 1657 roku wyruszył na Wschód, gdzie dotarł w 1659 roku.  
Na początku Prospero pracował w prowincji Jiangxi, w mieście Nanfeng, wchodzącym obecnie w skład Fuzhou. 28 czerwca 1665 roku został przeniesiony do Pekinu, gdzie jednak nie przebywał zbyt długo. Doszło wówczas do pogorszenia stosunków między misjonarzami i władzami i jezuici zmuszeni byli przebywać w areszcie domowym w Kantonie. W 1666 roku Intorcetta został wybrany prokuratorem misyjnym i powierzono mu zadanie udania się z powrotem do Europy, gdzie miał omówić sprawy dotyczące misji z papiestwem. Z powodu zawirowań politycznych w podróż powrotną wyruszył dopiero w 1669 roku a do Rzymu dotarł dwa lata później. Po omówieniu najbardziej palących problemów misji jezuickiej, powrócił do Chin w 1674 roku jako wizytator papieski. Od 1678 przebywał w Hangzhou. Był pionierem w łacińsko-chińskiej ksylografii, drukowane przez niego książki posiadały bowiem litery łacińskie i znaki chińskie na jednej stronie. W czasie jego działalności w Hangzhou doszło do lokalnych prześladowań katolików i Intorcetta wraz z innymi misjonarzami interweniowali w tej sprawie u cesarza Kangxi, który rok później przychylił się do ich próśb i wydał edykt w którym nakazywał tolerować chrześcijan na terenie swojego państwa. Katolicy uzyskali te same prawa które wcześniej posiadali buddyści i taoiści. 
Oprócz pracy misyjnej Intorcetta zajmował się badaniem chińskich systemów filozoficznych i religijnych, zgłębiał również znajomość tutejszego języka. Dzięki dużej znajomości dorobku miejscowych myślicieli został zaproszony do prac nad tłumaczeniem tak zwanego Czteroksięgu konfucjańskiego. Nie był to jednak zwykły przekład, jezuitom chodziło o zrozumienie sposobu myślenia chińskich uczonych i elit. Jako pierwsze przetłumaczona została "Wielka Nauka". Pod koniec XVII wieku przetłumaczono jeszcze dwie prace: Doktrynę Środka i Dialogi konfucjańskie. Ukazały się one w 1687 roku w Paryżu. Za edycję odpowiedzialny był Philippe Couplet, jezuita współpracujący z Intorcettą. Dzieło to odbiło się szerokim echem w Europie Zachodniej i miało później duży wpływ na takich uczonych jak na przykład Gottfried Wilhelm Leibniz czy Christian Wolff. Tłumaczył również pisma europejskie na chiński. Przełożył między innymi Zasady Zakonu Jezuitów i Ćwiczenia duchowne Ignacego Loyoli. Napisał także kilka traktatów broniących metod inkulturacji stosowanych w pracy misyjnej przez jezuitów. Był jednym z twórców seminarium duchownego w Hangzhou, którego celem było kształcenie rdzennych Chińczyków na księży. 